# Patricio Matricardi
Patricio Matricardi (Florencio Varela, Buenos Aires, 7 de enero de 1994) es un futbolista argentino que juega de defensa en el Persib Bandung de la Liga 1 de Indonesia.

## Clubes
| Club                             | País      | Año       | Partidos | Goles |
| -------------------------------- | --------- | --------- | -------- | ----- |
| A. A. Argentinos Juniors         | Argentina | 2013-2018 | 38       | 0     |
| C. A. San Martín (SJ) (cedido)   | Argentina | 2017      | 8        | 0     |
| C. A. Gimnasia de Jujuy (cedido) | Argentina | 2017-2018 | 17       | 2     |
| Asteras Tripolis F. C.           | Grecia    | 2018-2020 | 20       | 0     |
| F. C. Rotor Volgogrado           | Rusia     | 2020-2021 | 3        | 0     |
| A. F. C. Hermannstadt            | Rumania   | 2021      | 14       | 1     |
| C. S. Gaz Metan Mediaș           | Rumania   | 2021-2022 | 28       | 3     |
| F. C. Voluntari                  | Rumania   | 2022-2024 | 77       | 3     |
| F. C. Botoșani                   | Rumania   | 2024-2025 | 30       | 0     |
| Persib Bandung                   | Indonesia | 2025-     | 2        | 0     |